# Cosmophasis pulchella
Cosmophasis pulchella är en spindelart som beskrevs av Lodovico di Caporiacco 1947. Cosmophasis pulchella ingår i släktet Cosmophasis och familjen hoppspindlar. Inga underarter finns listade i Catalogue of Life.